# Ми з Семиріччя
«Ми з Семиріччя» — радянський художній фільм 1958 року, знятий режисерами Султаном-Ахметом Ходжиковим і Олексієм Очкіним на Алма-Атинській кіностудії художніх і хронікальних фільмів. Прем'єра фільму відбулася в лютому 1959 року.

## Сюжет
Фільм оповідає про боротьбу за встановлення Радянської влади в Семиріччі, боротьбі між більшовиками й силами контрреволюції за уми козаків. Головною зброєю фронтовиків-друзів наймита-казаха Нартова, коваля-уйгура Азіма і російського більшовика Павла Зернова, які різними шляхами прийшли в революцію і зустрілися в дні збройного повстання, є ленінський Декрет про землю, мир і свободу.

## У ролях
- Геннадій Карнович-Валуа — Павло Зернов, більшовик
- Кененбай Кожабеков — Нартай, наймит
- Ахмед Шамієв — Азім, коваль-уйгур
- Віктор Ахромєєв — Олександр Козир
- Мухтар Бахтигерєєв — Ораз
- Олексій Глазирін — Ростовцев
- Курманбек Джандарбеков — Саримулда
- Нурмухан Жантурін — Досов
- Микола Михайлов — білогвардійський генерал
- Рахметулла Сальменов — Карабай
- Ігор Сретенский — Сенькин
- Віталій Бєляков — епізод
- Євген Діордієв — епізод

## Знімальна група
- Режисери — Олексій Очкін, Султан-Ахмет Ходжиков
- Сценаристи — С. Улановський, Дмитро Снєгін
- Оператор — Іскандер Тинишпаєв
- Композитори — Микола Крюков, Сидик Мухамеджанов